# Leopoldo Engelke
Leopoldo Engelke (Joinville, 20 de outubro de 1868 – Porto Alegre, 22 de agosto de 1900) foi um militar e político brasileiro.
Filho dos alemães Wigando ou Wiegand Engelke (nasceu em Würzburg) e de Jenny Poschaan (nascida em Hamburgo, filha de Bernhard Joachim Poschaan e de Genny Ehrhorn), que chegaram ao Brasil na década de 1850. Casou com Augusta Josefina Becker.
Candidatou-se à vaga de deputado ao Congresso Representativo de Santa Catarina (Assembleia Legislativa), eleito com 908 votos, participou da 1ª Legislatura (1892-1893) e foi deputado constituinte de 1892.